# Emma Cadenas
Emma Cadenas Mujica (Lima, 15 de noviembre de 1966), conocida como Emma Cadenas, es una periodista, poeta y cantautora peruana.

## Biografía
Emma Cadenas Mujica nació en Lima en 1966. Desde pequeña, tuvo conciencia de ser mujer, pero no realizó su transición hasta la edad adulta.
Estudió Teología en la Facultad de Teología Pontificia y Civil de Lima y en el Seminario Evangélico de Lima. Además cursó estudios en la Facultad de Educación de la Universidad Nacional Federico Villarreal y la Facultad de Teología Pontificia y es Magíster en Escritura Creativa por la Universidad Internacional de La Rioja de España.
Sus inicios en el mundo de la música fueron en el entorno familiar. A los cuatro años de edad cantaba en las fiestas familiares. Con 14 años, escribió sus primeros poemas e inició su profesionalización en la música, al participar como corista y solista en iglesias evangélicas. Con 19 años fue vocalista del grupo de rock Flagelo. Posteriormente formó parte de la banda de new wave Contrabando, con quienes publicó en 1990 el álbum Ritmos oscuros, con la discográfica Iempsa.
Paralelamente desarrolló una carrera literaria, y fundó la agrupación Estigma, que se sumó al colectivo Noble Katerva, referente lírico limeño en la década de 1990.
En 1993 frenó su lanzamiento como cantautora solista al reincorporarse a la música cristiana, donde llegó a ser ministra musical durante 10 años, desenvolviéndose en diferentes estilos musicales como el rock cristiano, el latin jazz, el R&B, el góspel, la salsa, entre otros. En 2003 abandonó de forma temporal su carrera musical, y se centró en la composición de poemas y la publicación, en 2007, de su novela Palo de bestias.
En 2009 fue creadora y directora de la Semana del Chilcano, un evento anual donde se degusta chilcano, un cóctel a base de pisco peruano.
Para comprender su identidad de género realizó estudios de género y sexualidad. El conocimiento adquirido, y su formación periodística, le hicieron crear una serie de videos por redes sociales llamado Sin maquillaje. Retomó la música durante la pandemia de COVID-19 en 2020, y tras hacerse pública su transición que inició en 2019. Realizó conciertos en formato virtual a través de sus redes sociales. Finalizado el confinamiento, retomó su actividad presencial en 2022, con un concierto en vivo en conmemoración del Día Internacional de la Mujer. También publicó su primer álbum como solista, Grito de Valkyria, donde las catorce composiciones transitan en diversos géneros como el soft rock, la bossa nova, y los ritmos afroperuanos.
En 2023 publicó el ensayo Jesús LGTBIQ+: Teología del género para una fe sexualmente diversa. Al año siguiente, en 2024, publicó su poemario Muñeca rota,

## Publicaciones
- Palo de bestias (novela, 2007)
- Gran Chilcano (2018)
- Jesús LGTBIQ+: Teología del género para una fe sexualmente diversa (ensayo, 2023)
- Muñeca rota (poemario, 2024)

## Discografía

### Álbumes
- Ritmos oscuros (con Contrabando, 1990)

#### Como solista
- Grito de Valkyria (2023)